# Embia sinuosa
Embia sinuosa is een insectensoort uit de familie Embiidae, die tot de orde webspinners (Embioptera) behoort. De soort komt voor in Tunesië.
Embia sinuosa is voor het eerst wetenschappelijk beschreven door Ross in 1966.